# 서울오륜초등학교
서울오륜초등학교(서울五輪初等學校)는 대한민국 서울특별시 송파구 오륜동에 있는 공립 초등학교이다. 현재 인성 교육 우수학교이며 현재 강동송파교육지원청에서 주관하는 영재교육원 지원학교다.

## 연혁
- 1988.12.08 서울오륜국민학교 설립 인가
- 1988.12.12 초대 류조형 교장 취임
- 1989.03.02 37학급 편성(1,957명)
- 1990.02.15 제 1회 졸업식(416명)
- 1996.03.01 서울오륜초등학교로 개명
- 1999.04.19 개교10주년
- 2007.06.14 한울관(강당)개관
- 2009.02.13제 20회 졸업식(173명),누계 5648명
- 2009.03.01 재7대 윤병희 교장 취임
- 2009.04.19 개교20주년
- 2010.02.11 제21회 졸업식(170명)누계 5818명
- 2011.02.18 제22회 졸업식(155명)누계 5973명
- 2011.03.01 제 8대 류성기 교장 취임
- 2011.03.01 강동교육청 지역공동영재학급 운영
- 2011.03.28 4층계단 난간 안전대 설치
- 2011.07.08 한울관 방과후학교 교실 리모델링
- 2011.07.08 sos비상안저전시스템 설치
- 2011.08.19 민속놀이장 설치
- 2011.08.24 방송실 리모델링
- 2011.08.29 국기게양대 보수공사
- 2011.09.04 도서실 의자 교체
- 2011.10.24 엘리베이터 설치
- 2011.10.24 휴게실 리모델링 및 안마의자 설치
- 2011.10.28 주차장 개선
- 2011.11.17 현관 환경판 개선
- 2011.12.27 교내 방수공사(본관2층,한울관옥상)
- 2012.01.13 화장실 클리닝 및 소독
- 2012.02.15 제23회 졸업식(134명) 누계 6107명
- 2013.02.15제24회졸업식
- 2014.02.14제25회졸업식
- 2014.12.31강동송파교육지원청자체청럼도우수학교기관표창
- 2015.02.15제26회졸업식
- 2015.03.01제9대이종숙교장취임
- 2015.12.31강동송파교육지원청자체청럼도우수학교기관표창
- 2016.02.14제27회졸업식
- 2016.12.07바른말문화계선교육부장관상
- 2017.02.14제28회졸업식
- 2017.03.02 인성교육우수학교선정
- 2017.09.01 제10대조월례교장취임
- 2017.12.14 전교실공기청정기설치
- 2017.12.28 생활지도우수학교표창
- 2018.02.12 특별실3개일반교실전환
- 2018.02.13 제29회졸업식
- 2018.03.02 영제학급운영
- 2018.03.30 전교실칠판교채
- 2018.07.20 56학년책걸상교채
- 2018.09.03 학교현판및외벽도색
- 2018.12.14생활교육우수학교표창
- 2018.12.도서관할성화우수학교표창
- 2019.01   본관~별관연결통로공사
- 2019.02.15제30회졸업식
- 2019.03    과학실리모델링실시
- 2019.04.19오륜초등학교30주년
- 2019.07    방송실리모델링실시(2차)
- 2019.07    소방시설보수공사실시
- 2019.10    1~3학년책결상교채실시
- 2019.10    1~6학년사물함교채실시
- 2019.10.24   오륜오케스트라정기연주회
- 2019.11.12   30주년기념꿈펼치기한마당
- 2020.03  코로나19방역물품설치(열화상카메라,가림막,손소독제,비접촉체온계)
- 2020.3.2 교육부 지침에 따라 등교 중지
- 2020.4.16 온라인 개학 실시
- 2020.5 등교 실시
- 2020.7 학교 소교문 설치
- 2020.9 소형 스크린 별관 설치
- 2020.11.2   31주년 꿈펼치기 한마당
- 2020.12 교육부 지침에 따라 등교 중지

## 참고 자료
- 서울오륜초등학교 - 한국교육학술정보원 학교알리미